# The Time Being
Pour plus de détails, voir Fiche technique et Distribution.
The Time Being est un film américain, sorti en 2012.

## Fiche technique
- Titre : The Time Being
- Réalisation : Nenad Cicin-Sain
- Scénario : Nenad Cicin-Sain et Richard N. Gladstein
- Musique : Jan A. P. Kaczmarek
- Pays d'origine : États-Unis
- Date de sortie : 2012

## Distribution
- Sarah Paulson : Sarah
- Wes Bentley : Daniel
- Jeremy Allen White : Gus
- Corey Stoll : Eric
- Frank Langella : Warner Dax
- Ahna O'Reilly : Olivia